# Coussapoa glaberrima
Coussapoa glaberrima là loài thực vật có hoa trong họ Tầm ma. Loài này được W.C.Burger mô tả khoa học đầu tiên năm 1973.